# Estación de Burgos-San Zoles
Burgos-San Zoles fue una estación de ferrocarril situada en el municipio español de Burgos, perteneciente al ferrocarril Santander-Mediterráneo. Sus instalaciones se encontraban situadas al sur del casco urbano y constituían un complejo ferroviario dedicado al tráfico de mercancías.

## Situación ferroviaria
Las instalaciones se encontraban situadas en el punto kilómetro 251,140 de la línea férrea de ancho ibérico Santander-Mediterráneo, a 851 metros de altitud sobre el nivel del mar.

## Historia
La estación fue establecida en la década de 1920 por la Compañía del Ferrocarril Santander-Mediterráneo, con motivo de la construcción de la línea férrea homónima que buscaba enlazar Calatayud con Santander a través de Soria y Burgos. Coexistía con la estación de Burgos-Avenida, la cual se encontraba situada en las cercanías. La estación del Santander-Mediterráneo en Burgos estaba dedicada al tráfico de mercancías y servicios logísticos, careciendo de un edificio de viajeros —cuyos tráfico era realizado a través de la estación de la compañía «Norte»—.
En 1941, con la nacionalización del ferrocarril de ancho ibérico y la creación de RENFE, la estación pasó a ser gestionada por esta. En la década de 1950 el Ministerio de Obras Públicas y RENFE procedieron a una reorganización del complejo ferroviario que existía en Burgos, unificando las instalaciones de «Burgos-Avenida» y «Burgos-San Zoles» en una sola estación mixta de pasajeros y mercancías. Esta situación se mantuvo hasta entrado el siglo XXI. Tras el cierre en 2008 de la antigua estación del Norte —y el traslado del ferrocarril a la nueva estación de Burgos Rosa Manzano—, en la década de 2010 el antiguo espacio ferroviario fue rehabilitado y reconvertido en el Bulevar del Ferrocarril. En dicho proceso, lo que quedaba de la estación del Santander-Mediterráneo fue demolido.